# 琴學心聲諧譜
《琴學心聲諧譜》，中国古琴谱，清代康熙三年（1665）庄臻凤撰辑。

## 琴谱介绍
凡例首敘中表示有上下各二卷，但實際上僅刊出兩卷。谱内共收录十四曲，皆為庄臻凤编写和创作。